# 97631 Kentrobinson
97631 Kentrobinson este un asteroid din centura principală de asteroizi.

## Descriere
97631 Kentrobinson este un asteroid din centura principală de asteroizi. A fost descoperit pe 3 martie 2000 la Stația Anderson Mesa de Larry H. Wasserman. Asteroidul prezintă o orbită caracterizată de o semiaxă mare de 3,12 ua, o excentricitate de 0,05 și o înclinație de 9,0° în raport cu ecliptica.